# Bogia
Bogia ist eine kleine Küstenstadt an der Nordküste Papua-Neuguineas in der Provinz Madang. Die Siedlung liegt zwischen den Provinzhauptstädten Wewak (200 km nordwestlich) und Madang (160 km südöstlich) und markiert damit in etwa den Mittelpunkt der Straßenverbindung zwischen diesen beiden Städten. Bogia ist der Hauptort des Bogia Distrikts.
Bogia war als Teil Deutsch-Neuguineas eine der Missionshauptstationen der Kolonie.

## Zweiter Weltkrieg
Im Laufe des Jahres 1943 wurde der Ort von der japanischen Armee besetzt und als Außenposten zwischen den größeren Stützpunkten Hansa Bay und Madang genutzt. Im Mai 1944 zogen sich die verbleibenden japanischen Streitkräfte in diesem Gebiet nach Norden zurück, als die australische Armee von Süden her vorrückte. Ab Ende März 1943 war der Ort bis Anfang Mai 1944 Ziel von alliierten Bombern und Jägern.